# Fakulteta za fiziko v Beogradu
Fakulteta za fiziko (izvirno srbsko Физички факултет у Београду), s sedežem v Beogradu, je fakulteta, ki je članica Univerze v Beogradu.